# Kvalifikace na Mistrovství světa ve fotbale 1958 (UEFA)
Kvalifikace na Mistrovství světa ve fotbale 1958 zóny UEFA určila 9 účastníků finálového turnaje.
Všech 27 účastníků evropské kvalifikace bylo rozlosováno do 9 skupin po 3 týmech. Ve skupinách se utkal každý s každým dvoukolově doma a venku. Vítězové skupin postoupili na MS.

## Skupina 1
| Poř. | Tým    | B | Z | V | R | P | VG | IG |
| ---- | ------ | - | - | - | - | - | -- | -- |
| 1    | Anglie | 7 | 4 | 3 | 1 | 0 | 15 | 5  |
| 2    | Irsko  | 5 | 4 | 2 | 1 | 1 | 6  | 7  |
| 3    | Dánsko | 0 | 4 | 0 | 0 | 4 | 4  | 13 |

| Datum                           | Domácí | Výsledek | Hosté  |
| ------------------------------- | ------ | -------- | ------ |
| 3. října 1956, Dublin           | Irsko  | 2 – 1    | Dánsko |
| 5. prosince 1956, Wolverhampton | Anglie | 5 – 2    | Dánsko |
| 8. května 1957, Londýn          | Anglie | 5 – 1    | Irsko  |
| 15. května 1957, Kodaň          | Dánsko | 1 – 4    | Anglie |
| 19. května 1957, Dublin         | Irsko  | 1 – 1    | Anglie |
| 2. října 1957, Kodaň            | Dánsko | 0 – 2    | Irsko  |

## Skupina 2
| Poř. | Tým     | B | Z | V | R | P | VG | IG |
| ---- | ------- | - | - | - | - | - | -- | -- |
| 1    | Francie | 7 | 4 | 3 | 1 | 0 | 19 | 4  |
| 2    | Belgie  | 5 | 4 | 2 | 1 | 1 | 16 | 11 |
| 3    | Island  | 0 | 4 | 0 | 0 | 4 | 6  | 26 |

| Datum                     | Domácí  | Výsledek | Hosté   |
| ------------------------- | ------- | -------- | ------- |
| 11. listopadu 1956, Paříž | Francie | 6 – 3    | Belgie  |
| 2. června 1957, Nantes    | Francie | 8 – 0    | Island  |
| 5. června 1957, Brusel    | Belgie  | 8 – 3    | Island  |
| 1. září 1957, Reykjavík   | Island  | 1 – 5    | Francie |
| 4. září 1957, Reykjavík   | Island  | 2 – 5    | Belgie  |
| 27. října 1957, Brusel    | Belgie  | 0 – 0    | Francie |

## Skupina 3
| Poř. | Tým       | B | Z | V | R | P | VG | IG |
| ---- | --------- | - | - | - | - | - | -- | -- |
| 1    | Maďarsko  | 6 | 4 | 3 | 0 | 1 | 12 | 4  |
| 2    | Bulharsko | 4 | 4 | 2 | 0 | 2 | 11 | 7  |
| 3    | Norsko    | 2 | 4 | 1 | 0 | 3 | 3  | 15 |

| Datum                        | Domácí    | Výsledek | Hosté     |
| ---------------------------- | --------- | -------- | --------- |
| 22. května 1957, Oslo        | Norsko    | 1 – 2    | Bulharsko |
| 12. června 1957, Oslo        | Norsko    | 2 – 1    | Maďarsko  |
| 23. června 1957, Budapešť    | Maďarsko  | 4 – 1    | Bulharsko |
| 15. září 1957, Sofia         | Bulharsko | 1 – 2    | Maďarsko  |
| 3. listopadu 1957, Sofia     | Bulharsko | 7 – 0    | Norsko    |
| 10. listopadu 1957, Budapešť | Maďarsko  | 5 – 0    | Norsko    |

## Skupina 4
| Poř. | Tým            | B | Z | V | R | P | VG | IG |
| ---- | -------------- | - | - | - | - | - | -- | -- |
| 1    | Československo | 6 | 4 | 3 | 0 | 1 | 9  | 3  |
| 2    | Wales          | 4 | 4 | 2 | 0 | 2 | 6  | 5  |
| 3    | NDR            | 2 | 4 | 1 | 0 | 3 | 5  | 12 |

Wales dostal speciální šanci na postup, i když byl vyřazen. Byl vylosován do speciální baráže proti Izraeli a vítězstvím v této baráži se skutečně kvalifikoval na MS.
| Datum                   | Domácí         | Výsledek | Hosté          |
| ----------------------- | -------------- | -------- | -------------- |
| 1. května 1957, Cardiff | Wales          | 1 – 0    | Československo |
| 19. května 1957, Lipsko | NDR            | 2 – 1    | Wales          |
| 26. května 1957, Praha  | Československo | 2 – 0    | Wales          |
| 16. června 1957, Brno   | Československo | 3 – 1    | NDR            |
| 25. září 1957, Cardiff  | Wales          | 4 – 1    | NDR            |
| 27. října 1957, Lipsko  | NDR            | 1 – 4    | Československo |

## Skupina 5
| Poř. | Tým         | B | Z | V | R | P | VG | IG |
| ---- | ----------- | - | - | - | - | - | -- | -- |
| 1    | Rakousko    | 7 | 4 | 3 | 1 | 0 | 14 | 3  |
| 2    | Nizozemsko  | 5 | 4 | 2 | 1 | 1 | 12 | 7  |
| 3    | Lucembursko | 0 | 4 | 0 | 0 | 4 | 3  | 19 |

| Datum                      | Domácí      | Výsledek | Hosté       |
| -------------------------- | ----------- | -------- | ----------- |
| 30. září 1956, Vídeň       | Rakousko    | 7 – 0    | Lucembursko |
| 20. března 1957, Rotterdam | Nizozemsko  | 4 – 1    | Lucembursko |
| 26. května 1957, Vídeň     | Rakousko    | 3 – 2    | Nizozemsko  |
| 11. září 1957, Rotterdam   | Lucembursko | 2 – 5    | Nizozemsko  |
| 25. září 1957, Rotterdam   | Nizozemsko  | 1 – 1    | Rakousko    |
| 29. září 1957, Lucemburk   | Lucembursko | 0 – 3    | Rakousko    |

## Skupina 6
| Poř. | Tým           | B | Z | V | R | P | VG | IG |
| ---- | ------------- | - | - | - | - | - | -- | -- |
| 1=   | Polsko        | 6 | 4 | 3 | 0 | 1 | 9  | 5  |
| 1=   | Sovětský svaz | 6 | 4 | 3 | 0 | 1 | 16 | 3  |
| 3    | Finsko        | 0 | 4 | 0 | 0 | 4 | 2  | 19 |

| Datum                      | Domácí        | Výsledek | Hosté         |
| -------------------------- | ------------- | -------- | ------------- |
| 23. června 1957, Moskva    | Sovětský svaz | 3 – 0    | Polsko        |
| 5. července 1957, Helsinky | Finsko        | 1 – 3    | Polsko        |
| 27. července 1957, Moskva  | Sovětský svaz | 2 – 1    | Finsko        |
| 15. srpna 1957, Helsinky   | Finsko        | 0 – 10   | Sovětský svaz |
| 20. října 1957, Chořov     | Polsko        | 2 – 1    | Sovětský svaz |
| 3. listopadu 1957, Varšava | Polsko        | 4 – 0    | Finsko        |

Týmy Polsko a SSSR měly stejný počet bodů. O postupu tak musel rozhodnout zápas na neutrální půdě.
| Datum                      | Domácí        | Výsledek | Hosté  |
| -------------------------- | ------------- | -------- | ------ |
| 24. listopadu 1957, Lipsko | Sovětský svaz | 2 – 0    | Polsko |

SSSR se kvalifikoval.

## Skupina 7
| Poř. | Tým        | B | Z | V | R | P | VG | IG |
| ---- | ---------- | - | - | - | - | - | -- | -- |
| 1    | Jugoslávie | 6 | 4 | 2 | 2 | 0 | 7  | 2  |
| 2    | Rumunsko   | 5 | 4 | 2 | 1 | 1 | 6  | 4  |
| 3    | Řecko      | 1 | 4 | 0 | 1 | 3 | 2  | 9  |

| Datum                        | Domácí     | Výsledek | Hosté      |
| ---------------------------- | ---------- | -------- | ---------- |
| 5. května 1957, Athény       | Řecko      | 0 – 0    | Jugoslávie |
| 16. června 1957, Athény      | Řecko      | 1 – 2    | Rumunsko   |
| 29. září 1957, Bukurešť      | Rumunsko   | 1 – 1    | Jugoslávie |
| 3. listopadu 1957, Bukurešť  | Rumunsko   | 3 – 0    | Řecko      |
| 10. listopadu 1957, Bělehrad | Jugoslávie | 4 – 1    | Řecko      |
| 17. listopadu 1957, Bělehrad | Jugoslávie | 2 – 0    | Rumunsko   |

## Skupina 8
| Poř. | Tým           | B | Z | V | R | P | VG | IG |
| ---- | ------------- | - | - | - | - | - | -- | -- |
| 1    | Severní Irsko | 5 | 4 | 2 | 1 | 1 | 6  | 3  |
| 2    | Itálie        | 4 | 4 | 2 | 0 | 2 | 5  | 5  |
| 3    | Portugalsko   | 3 | 4 | 1 | 1 | 2 | 4  | 7  |

| Datum                    | Domácí        | Výsledek | Hosté         |
| ------------------------ | ------------- | -------- | ------------- |
| 16. ledna 1957, Lisabon  | Portugalsko   | 1 – 1    | Severní Irsko |
| 25. dubna 1957, Řím      | Itálie        | 1 – 0    | Severní Irsko |
| 1. května 1957, Belfast  | Severní Irsko | 3 – 0    | Portugalsko   |
| 26. května 1957, Lisabon | Portugalsko   | 3 – 0    | Itálie        |
| 22. prosince 1957, Milan | Itálie        | 3 – 0    | Portugalsko   |
| 15. ledna 1958, Belfast  | Severní Irsko | 2 – 1    | Itálie        |

## Skupina 9
| Poř. | Tým       | B | Z | V | R | P | VG | IG |
| ---- | --------- | - | - | - | - | - | -- | -- |
| 1    | Skotsko   | 6 | 4 | 3 | 0 | 1 | 10 | 9  |
| 2    | Španělsko | 5 | 4 | 2 | 1 | 1 | 12 | 8  |
| 3    | Švýcarsko | 1 | 4 | 0 | 1 | 3 | 6  | 11 |

| Datum                        | Domácí    | Výsledek | Hosté     |
| ---------------------------- | --------- | -------- | --------- |
| 10. března 1957, Madrid      | Španělsko | 2 – 2    | Švýcarsko |
| 8. května 1957, Glasgow      | Skotsko   | 4 – 2    | Španělsko |
| 19. května 1957, Basilej     | Švýcarsko | 1 – 2    | Skotsko   |
| 26. května 1957, Madrid      | Španělsko | 4 – 1    | Skotsko   |
| 6. listopadu 1957, Glasgow   | Skotsko   | 3 – 2    | Švýcarsko |
| 24. listopadu 1957, Lausanne | Švýcarsko | 1 – 4    | Španělsko |